# Partit Comunista del Nepal (Masal-II)
Partit Comunista del Nepal (Masal-II) fou un partit polític comunista del Nepal.
El 1999 el Partit Comunista del Nepal (Masal-COC) es va dividir en el Partit Comunista del Nepal (Masal-II) i el Partit Comunista del Nepal (Masal-I) o Partit Comunista del Nepal (Masal-COC).
El Masal II estava dirigit per Deena Nath Sharma i va donar suport al Partit Comunista del Nepal (Maoista) o Communist Party of Nepal (Maoist), al que va acabar unit vers el 2001.